# Ana Neyra
Ana Cristina Neyra Zegarra (Lima, 16 de agosto de 1983[cita requerida]) es una abogada peruana. De julio a noviembre de 2020 fue ministra de Justicia y Derechos Humanos.

## Biografía
Estudió Derecho en la Pontificia Universidad Católica del Perú, en la cual obtuvo el título profesional de abogada. Realizó estudios de maestría en mención Política Jurisdiccional en la Universidad Católica y en Democracia y Gobernabilidad en el Instituto Ortega y Gasset de Madrid. Asimismo, realizó estudios en Derecho Constitucional, Parlamentario y de Argumentación Jurídica en la Universidad Carlos III de Madrid.
Entre 2007 y 2008 fue asistente del Gabinete de Asesores de la Presidencia del  Poder Judicial del Perú, grupo de consejeros liderado por Eloy Espinosa-Saldaña bajo la gestión de Francisco Távara Córdova.
En 2009 ingresó a trabajar al Jurado Nacional de Elecciones, institución en la que permaneció hasta 2014.
Fue asesora de la Presidencia del Consejo de Ministros, así como en el Ministerio de Justicia y Derechos Humanos (2017-2018).
Fue Secretaria Técnica de la Comisión de Alto Nivel para la Reforma Política (2018-2019).
Se ha desempeñado como profesora en la Universidad Nacional Mayor de San Marcos y en la Universidad del Pacífico.
Actualmente, se desempeña como Secretaria de Instrucción de la Pontificia Universidad Católica del Perú, desde donde ha sido cuestionada múltiples veces por proteger a agresoras sexuales.

### Ministra de Justicia y Derechos Humanos
El 15 de julio de 2020, fue designada ministra de Justicia y Derechos Humanos por el presidente Martín Vizcarra.
En septiembre de 2020, el Congreso inició un proceso de vacancia presidencial contra Martín Vizcarra. A los pocos días, se reveló que el presidente del Congreso, Manuel Merino, se había comunicado con el comandante general de la Marina de Guerra para informarle sobre el inicio del procedimiento parlamentario. Ante dichas revelaciones, Neyra afirmó que habría un "delito de sedición" por parte del presidente del Congreso.
El 12 de setiembre, la ministra Neyra, junto al presidente del Consejo de Ministros, Walter Martos y el ministro de Defensa, Jorge Chávez Cresta, realizaron una declaración acompañados por los Comandantes Generales de las Fuerzas Armadas y el director general de la Policía Nacional. En dicha declaración, se anunció la presentación de demanda competencial ante el Tribunal Constitucional acompañada de una medida cautelar con el objetivo de detener la discusión en Congreso sobre la declaratoria de permanente incapacidad moral del presidente Martín Vizcarra y la sesión parlamentaria ser desarrollada el día 18 de setiembre. La demanda fue admitida por el TC el día 17 de setiembre, sesión en la cual se rechazó la medida cautelar que buscaba detener el proceso en el Parlamento.